# 688 v.Chr.
Het jaar 688 v.Chr. is een jaartal volgens de christelijke jaartelling.

## Gebeurtenissen

### Italië
- Griekse kolonisten uit Rhodos stichten de havenstad Gela op Sicilië.

## Overleden
- Tefnakht, Egyptische gouverneur van Saïs